# Zemeros eso
Zemeros eso är en fjärilsart som beskrevs av Hans Fruhstorfer 1904. Zemeros eso ingår i släktet Zemeros och familjen Riodinidae. Inga underarter finns listade i Catalogue of Life.